# Marinai senza stelle
Marinai senza stelle è un film del 1949 diretto da Francesco De Robertis.

## Trama
Alcuni ragazzi si imbarcano per una crociera istruttiva su due brigantini come marinai-ragazzi, perciò civili e quindi senza stellette o senza stelle che contraddistinguono lo status militare. Ma viene impartito l'ordine di rientrare, nella imminenza della guerra. Le imbarcazioni, allora, attraccano in un porticciolo presso Trieste e i viaggiatori scendono e sono alloggiati in un castello. I brigantini vengono rimorchiati, ma due ragazzi clandestinamente salgono a bordo infiltrati su navi da guerra e arrivano a Trieste, dopo aver subito un attacco aereo.

## Produzione
È il quinto consecutivo di sei film prodotti dalla Scalera Film. Nell'autunno 1943, De Robertis inizia le riprese nel Nord Italia.
Nel film recita una famosa coppia di attori teatrali: Antonio Gandusio e Cesarina Gheraldi, e il tredicenne Tito Stagno, poi noto giornalista, nel ruolo di Murena. Nel cast anche il notaio romano Anselmo Anselmi, nel ruolo del comandante della nave.
Nel 1944 la casa di produzione stava ancora cercando di portare a termine la produzione del film. La colonna sonora, per la seconda volta, è affidata al compositore aretino Annibale Bizzelli, che firmerà la musica di sette film del regista.
La sorella di Nino Baragli aveva seguito al nord suo marito Carlo Bellero, operatore del film. Durante il governo repubblichino si trovavano nei teatri di posa della Nuova Scalera di Venezia.
Nino Baragli allora raggiunse Venezia e cominciò da aiuto-operatore: caricava e scaricava gli châssis. Non c'erano macchine di primo ordine: erano "Arriflex", facili da caricare. Poi, siccome De Robertis si faceva il montaggio da solo, andò a dare una mano anche a lui. De Robertis stava seduto alla moviola, faceva tutto, tagliava, attaccava, proprio come un montatore. C'era una ragazza che faceva la assistente: non si numerava la pellicola, non si trovavano mai i tagli.
Poi la pellicola resta a lungo in magazzino. Il film viene rimontato nel dopoguerra: riadattato alla nuova realtà democratica, in parte viene modificato nei dialoghi, ed esce soltanto nel 1949.
Il film, inoltre, ha avuto dopo molti anni anche la versione in DVD edita da Millennium Storm. L'immagine del manifesto raffigura un gruppo marinai in posa sulla nave. I nomi in locandina sono quelli della coppia Antonio Gandusio e Cesarina Gheraldi.

## Accoglienza

### Critica
De Robertis invita alla pacificazione, premessa necessaria per una lotta contro il nemico. L'identità del nemico è mutevole, passa dalla versione del 1943 a quella del 1949. Nell'intenzione originaria il combattimento finale impegnava le torpediniere italiane contro gli alleati angloamericani; nel rimontare il film nel dopoguerra, De Robertis sposta cronologicamente l'episodio, lo colloca dopo l'8 settembre e sostituisce qualche fotogramma, inserendo uno stuka tedesco che attacca le navi italiane, al posto di aerei inglesi. Un film del cinema di propaganda fascista diviene una pellicola che inneggia alle nuove libertà. Ma l'atmosfera, il cameratismo, i rituali militari, l'orgoglio nazionale tradiscono l'ideologia "antica" (valori cardine del regime) e il finale appare un'aggiunta posticcia, necessaria per permettere al film di circolare nella nuova Italia repubblicana.